# Youcef Saadi
Youcef Saâdi est un joueur de football algérien. Il est né le 3 octobre 1987 à Tizi Ouzou.
Il joue pour la saison 2007/2008 au poste d'attaquant pour le club de la Jeunesse sportive de Kabylie.
Il est l'avant centre de l'Équipe d'Algérie de football militaire.
il est actuellement le manager général des catégories jeunes JSK 2022/2023

## Palmarès
- Champion d'Algérie en 2008 avec la JS Kabylie.